# (24303) Michaelrice
(24303) Michaelrice (1999 YY) – planetoida z pasa głównego asteroid okrążająca Słońce w ciągu 3,48 lat w średniej odległości 2,29 j.a. Odkryta 16 grudnia 1999 roku.